# نانسي خلف
نانسي خلف(ولدت في 7 يوليو 1974) هي سباحة لبنانية. نافست في دورة الألعاب الأولمبية الصيفية 1988.

## روابط خارجية
- نانسي خلف على موقع الاتحاد الدولي للسباحة (الإنجليزية)
- نانسي خلف على موقع SwimRankings.net (الإنجليزية)
- نانسي خلف على موقع اللجنة الأولمبية الدولية (الإنجليزية)
- نانسي خلف على موقع أوليمبيديا (الإنجليزية)